# Ітурі
Ітурі (фр. Ituri) - провінція Демократичної Республіки Конго, розташована на північному сході країни. Адміністративний центр - місто Буніа.

## Географія
До конституційної реформи 2005 провінція Ітурі була частиною колишньої Східної провінції. По території провінції протікає річка Ітурі. Провінція повністю покрита тропічними лісами.

## Флора і фауна
У провінції росте більше 30 000 квіткових рослин, водиться більше 1400 видів птахів і 400 видів ссавців, у тому числі такі рідкісні види як окапі, горили, шимпанзе, леопарди, багато видів папуг. У річках водяться багато видів риб, а також гіпопотами і нільські крокодили.

## Населення
Населення провінції - 4 241 236 чоловік (2005) .
Ітурі населене різними етнічними групами, серед яких можна виділити племена пігмеїв, які досі відрізані від цивілізації і живуть полюванням і збиранням. Пігмеї племені мбуті вважаються найнижчими в світі, їх середній зріст становить 135 см .
Ітурі відоме великою кількістю випадків захворювання чумою серед людей в сучасному світі - близько 1000 зареєстрованих випадків в рік .

## Адміністративний поділ
Провінція ділиться на 5 території:
- Ару (Aru, 6740 км²)
- Джугу (Djugu, 8184 км²)
- Іруму (Irumu, 8730 км²)
- Махагі (Mahagi, 5221 км²)
- Мамбаса (Mambasa, 36783 км²)

## Фотогалерея

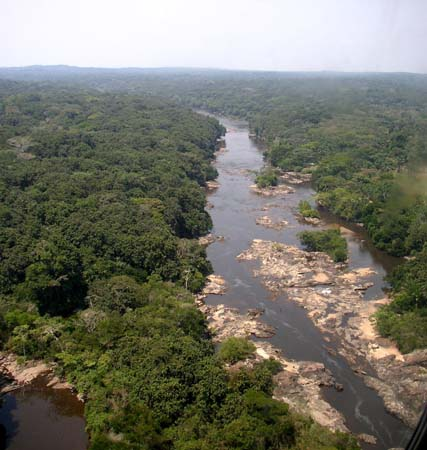
Річка Ітурі
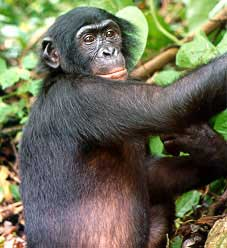
Шимпанзе бонобо
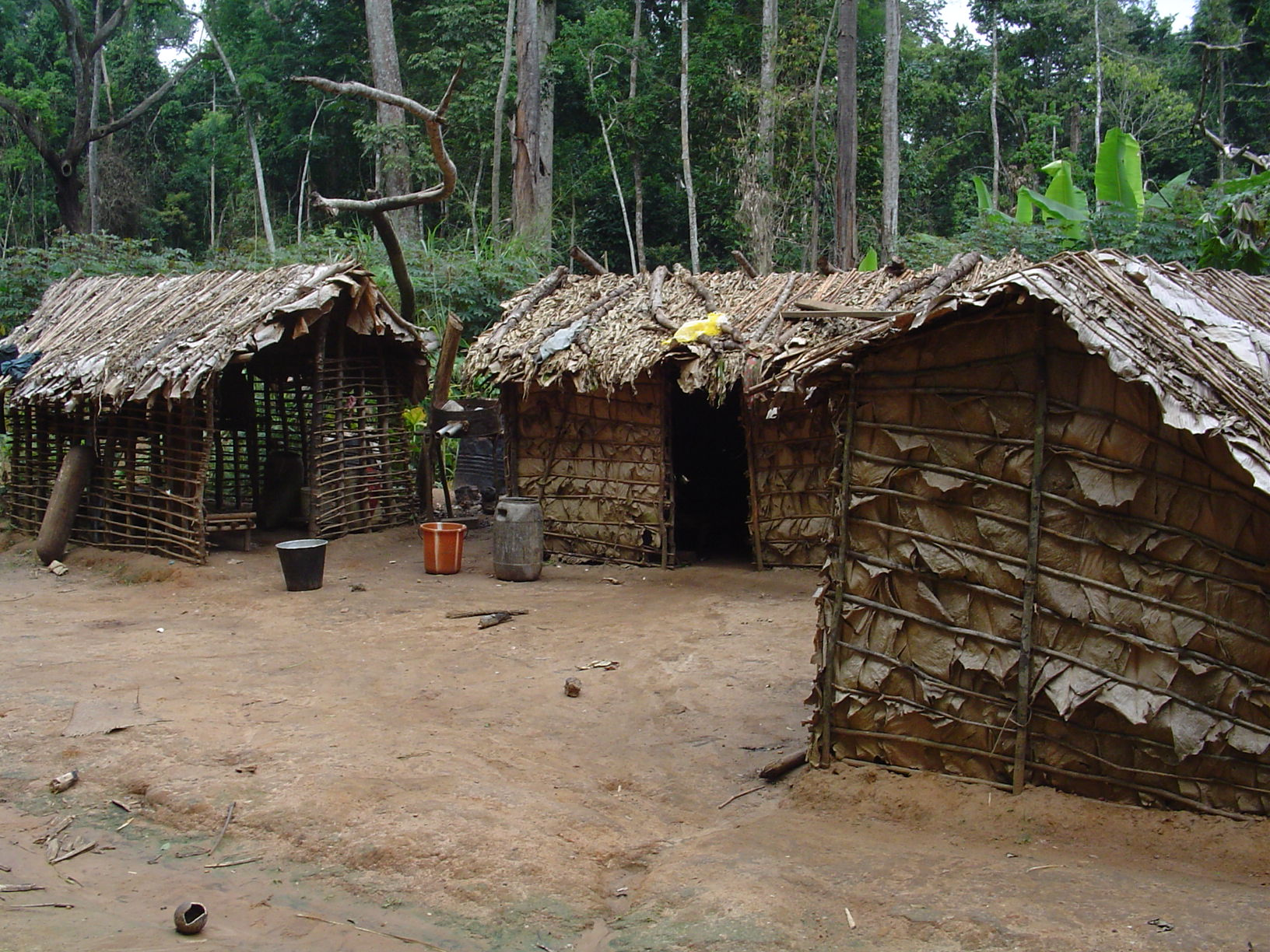
Будинки пігмеїв